# Diaphorus amazonicus
Diaphorus amazonicus är en tvåvingeart som beskrevs av Octave Parent 1930. Diaphorus amazonicus ingår i släktet Diaphorus och familjen styltflugor. Inga underarter finns listade i Catalogue of Life.